# قوة ناعمة

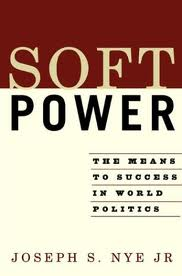
كتاب يوضح فيه جوزيف ناي مصطلح القوة الناعمة

القوة الناعمة (بالإنجليزية: Soft power)‏، هو مفهوم صاغه جوزيف ناي من جامعة هارفارد لوصف القدرة على الجذب والضم دون الإكراه أو استخدام القوة كوسيلة للإقناع. في الآونة الأخيرة، تم استخدام المصطلح للتأثير على الرأي الاجتماعي والعام وتغييره من خلال قنوات أقل شفافية نسبياً والضغط من خلال المنظمات السياسية وغير السياسية. إذ قال جوزيف ناي أنه مع القوة الناعمة «أفضل الدعايات ليست دعاية»، موضحاً أنه وفي عصر المعلومات، تعد «المصداقية أندر الموارد».
صاغ جوزيف ناي هذا المصطلح في كتابه الصادر عام 1990 بعنوان «مُقدرة للقيادة: الطبيعة المتغيرة للقوة الأميركية». كما قام بتطوير المفهوم في كتابه الصادر عام 2004 بعنوان «القوة الناعمة: وسائل النجاح في السياسة الدولية»، يستخدم المصطلح حالياً على نطاق واسع في الشؤون الدولية من قبل المحللين والسياسيين.
على سبيل المثال، تحدث الأمين العام للحزب الشيوعي الصيني هو جينتاو عام 2007 أن الصين بحاجة إلى زيادة قوتها الناعمة. وتحدث وزيرالدفاع الأميركي روبرت غيتس عن الحاجة إلى تعزيز القوة الناعمة الأمريكية عن طريق «زيادة الإنفاق على الأدوات المدنية من الأمن القومي بالدبلوماسية، والاتصالات الاستراتيجية، وتقديم المساعدة الأجنبية، وإعادة الإعمار والتنمية الاقتصادية». وفقا لمسح مونوكل للقوة الناعمة عام 2014، تتبوأ الولايات المتحدة المركز الأول تليها ألمانيا ثم المملكة المتحدة واليابان وفرنسا وسويسرا وأستراليا والسويد والدنمارك وكندا.

## معنى المصطلح
تعني القوة الناعمة أن يكون للدولة قوة روحية ومعنوية من خلال ما تجسده من أفكار ومبادئ وأخلاق ومن خلال الدعم في مجالات حقوق الإنسان والبنية التحتية والثقافة والفن، مما يؤدي بالآخرين إلى احترام هذا الأسلوب والإعجاب به ثم اتباع مصادره، والتأثر به بحيث يصبح ما تريده هو نفسه ما يريدونه.
وبحسب ناي، فإن القوة الناعمة هي «القدرة على الحصول على ما تريد عن طريق الجاذبية بدلاً من الإرغام أو دفع الأموال»، وتقوم على ثلاثة مصادر:
- ثقافتها في الأماكن التي تجذب فيها الآخرين.
- وقيمها السياسية عندما ترقى إليهم في الداخل والخارج.
- وسياستها الخارجية عندما يراها الأخرون شرعية وأخلاقية.

هناك عدة طرق لجعل الآخرين يريدون ما تريد، يمكنك إكراههم بالتهديدات، يمكنك تحفيزهم بالدافع، أو يمكنك جذبهم واستضافتهم لجعلهم يريدوا ما تريد، وهذه هي القوة الناعمة. يصف ناي القوة الناعمة بأنها أكثر من مجرد تأثير، لأن التأثير يمكن أن يعتمد أيضًا على القوة الصلبة للتهديدات أو المدفوعات، ولكن القوة الناعمة هي أكثر من مجرد الإقناع أو القدرة على تحريك الناس بالحجة، فهي أيضًا القدرة على الجاذبية التي تقود غالبًا إلى الرضا.

## وصلات خارجية
القوة الناعمة (تقرير) على يوتيوب